# Crepis novoana
Crepis novoana là một loài thực vật có hoa trong họ Cúc. Loài này được S.Ortiz, Soñora & Rodr.Oubiña mô tả khoa học đầu tiên năm 1997.